# George Porter
George Porter (ur. 6 grudnia 1920 w Stainforth, Yorkshire, zm. 31 sierpnia 2002 w Canterbury) – brytyjski chemik, profesor w Royal Institution w Londynie.

## Życiorys
W latach 1955–1966 był profesorem chemii fizycznej na uniwersytecie w Sheffield, następnie profesorem i dyrektorem The Royal Institution of Great Britain. W latach 1941–1945 pracował nad rozwojem radaru. Prowadził prace badawcze w dziedzinie fotochemii, opracował metodę fotolizy błyskowej (1949, z Ronaldem Norrishem). W 1967 otrzymał Nagrodę Nobla w zakresie chemii (z Ronaldem Norrishem i Manfredem Eigenem). W latach 1985–1990 pełnił funkcję prezesa Royal Society. Laureat Medalu Copleya.
Laureat Nagrody Kalinga od UNESCO.